# Juan Bailío
Juan Bailío nació en Francia en 1752. Era impresor, con su hermano mayor, en Cabo Francés, la capital del lado francés de Santo Domingo, la cual se convirtió en 1804 en la República de Haití. En 1792 participó en los acontecimientos violentos que tuvieron lugar en esa isla como consecuencia de la Revolución francesa.
A la cabeza de “Los amigos de la Revolución” se opuso a Sonthonax y a la aplicación de la Convención Francesa, en los decretos que beneficiaban a los negros. Fue deportado con sus aliados a Francia, donde se convirtió en jacobino. Después de la llegada de Napoleón Bonaparte regresó a Haití, donde obtuvo la ciudadanía.
En 1810 viajó a Caracas, donde fundó una imprenta con Luis Delpech. Imprimió el Semanario de Caracas, el Publicista de Venezuela, El Patriota de Venezuela, El Mercurio Venezolano y varios números de la Gazeta de Caracas hasta mayo de 1812. Fue el impresor del Gobierno de Venezuela en los primeros años de la lucha por la emancipación. En 1811 imprimió el Acta de Independencia y la Constitución, así como libros, folletos y documentos. Sus publicaciones se identificaban con la siguiente frase: “En la Imprenta de Juan Bailío Impresor del Gobierno”.
Después de la caída de la Primera República, su taller de imprenta siguió activo. Imprimió boletines del ejército y el Decreto de guerra a muerte.
En 1814 emigra a oriente, y en 1815 viaja a Haití para instalarse en Los Cayos, donde imprime, en 1816, los formularios de patente, los nombramientos y el papel con membrete del Libertador. Se incorporó a la expedición de Los Cayos, y participó en la batalla naval de Los Frailes el 2 de mayo de 1816.
Es probable que haya regresado a Haití en 1816, después de la derrota sufrida frente a Francisco Tomás Morales el 14 de julio de ese año.

## Fuente
- Sala Virtual de Investigación del CIC-UCAB

- Datos: Q5947627